# Episodi di Un detective in corsia (quinta stagione)
La quinta stagione della serie televisiva Un detective in corsia, composta da 25 episodi, è stata trasmessa sul canale statunitense CBS dal 18 settembre 1997 al 14 maggio 1998, mentre in Italia è stata trasmessa da Canale 5 dal 2 gennaio al 6 febbraio 1999.
| nº | Titolo originale                    | Titolo italiano                          | Prima TV USA      | Prima TV Italia  |
| -- | ----------------------------------- | ---------------------------------------- | ----------------- | ---------------- |
| 1  | Murder Blues                        | Intrigo al dipartimento                  | 18 settembre 1997 | 2 gennaio 1999   |
| 2  | Open and Shut                       | Una rapida soluzione                     | 25 settembre 1997 | 4 gennaio 1999   |
| 3  | Malibu Fire                         | Incendio a Malibu                        | 2 ottobre 1997    | 5 gennaio 1999   |
| 4  | Deadly Games                        | Giochi mortali                           | 9 ottobre 1997    | 6 gennaio 1999   |
| 5  | Slam-Dunk Dead                      | L'ultimo canestro                        | 17 ottobre 1997   | 7 gennaio 1999   |
| 6  | Looks Can Kill                      | Bella da morire                          | 23 ottobre 1997   | 8 gennaio 1999   |
| 7  | Fatal Impact (Part 1 & 2)           | Impatto fatale (prima e seconda parte)   | 30 ottobre 1997   | 9 gennaio 1999   |
| 8  | Fatal Impact (Part 1 & 2)           | Impatto fatale (prima e seconda parte)   | 30 ottobre 1997   | 16 gennaio 1999  |
| 9  | Must Kill TV                        | La tv può uccidere                       | 7 novembre 1997   | 18 gennaio 1999  |
| 10 | Discards                            | Fuori gioco                              | 13 novembre 1997  | 19 gennaio 1999  |
| 11 | A Mime is a Terrible Thing to Waste | Morte di un mimo                         | 20 novembre 1997  | 20 gennaio 1999  |
| 12 | Down and Dirty Dead                 | La fossa del diavolo                     | 11 dicembre 1997  | 21 gennaio 1999  |
| 13 | Retribution (Part 1 & 2)            | Iniezione letale (prima e seconda parte) | 8 gennaio 1998    | 22 gennaio 1999  |
| 14 | Retribution (Part 1 & 2)            | Iniezione letale (prima e seconda parte) | 15 gennaio 1998   | 23 gennaio 1999  |
| 15 | Drill for Death                     | Esercitazioni mortali                    | 22 gennaio 1998   | 25 gennaio 1999  |
| 16 | Rain of Terror                      | Pioggia di terrore                       | 29 gennaio 1998   | 26 gennaio 1999  |
| 17 | Baby Boom                           | La fabbrica di bambini                   | 5 febbraio 1998   | 27 gennaio 1999  |
| 18 | Talked to Death                     | Omicidio in diretta                      | 27 febbraio 1998  | 28 gennaio 1999  |
| 19 | An Education of Murder              | Promesse violate                         | 5 marzo 1998      | 3 settembre 1999 |
| 20 | Murder at the Finish Line           | Ultimo giro, ultima corsa                | 27 marzo 1998     | 30 gennaio 1999  |
| 21 | First Do No Harm                    | Il difficile mestiere del dottore        | 17 aprile 1998    | 2 febbraio 1999  |
| 22 | Promise to Keep                     | Una truffa colossale                     | 23 aprile 1998    | 3 febbraio 1999  |
| 23 | Food Fight                          | La cena delle beffe                      | 30 aprile 1998    | 4 febbraio 1999  |
| 24 | Obsession (Part 1 & 2)              | Ossessione (prima e seconda parte)       | 7 maggio 1998     | 5 febbraio 1999  |
| 25 | Obsession (Part 1 & 2)              | Ossessione (prima e seconda parte)       | 14 maggio 1998    | 6 febbraio 1999  |